# Jelle van Gorkom
Jelle van Gorkom, né le 5 janvier 1991 à Doetinchem, est un coureur cycliste néerlandais, spécialiste du BMX. Il est sélectionné pour représenter les Pays-Bas aux Jeux olympiques d'été de 2012 et 2016 dans l'épreuve de BMX. Il devient vice-champion olympique en 2016 à Rio de Janeiro.

## Biographie
En 2011, il devient à 20 ans vice-champion du monde dans l'épreuve chronométrée aux mondiaux de BMX de Copenhague. L'année suivante, il se qualifie pour les Jeux olympiques d'été de 2012 à Londres, mais est éliminé en quarts de finale.
Il est double champion des Pays-Bas de BMX en 2011 et 2014. En 2013, il termine deuxième du classement général de la Coupe du monde après avoir notamment remporté la manche de Papendal. En 2015, il est vice-champion du monde BMX derrière son compatriote Niek Kimmann.
Aux Jeux olympiques d'été de 2016 à Rio de Janeiro, il réalise seulement le 17e temps des qualifications. Cependant en 1/4 de finale, il remporte deux des trois manches et termine premier de sa série. Il se classe deuxième de sa 1/2 finales, en arrachant pour un point sa qualification pour la finale lors de la dernière manche. En finale, il se classe deuxième derrière l'américain Connor Fields et remporte la médaille d'argent.
Le 9 janvier 2018, Van Gorkom subit un grave accident à l'entraînement au Centre sportif national de Papendal près d'Arnhem. Il subit des dommages au crâne, à la rate, aux reins et au foie, ainsi que des côtes cassées et une fracture au visage. Il est placé dans un coma artificiel. Le 13 janvier, l'Union Royale Néerlandaise de Cyclisme annonce que Van Gorkom ne reçoit plus de somnifères, ce qui signifie « qu'il devrait se réveiller seul du coma ». Il sort du coma le 22 janvier 2018.

## Palmarès en BMX

### Jeux olympiques
- Londres 2012
  - 1/4 de finaliste du BMX
- Rio 2016
  -  Médaillé d'argent

### Championnats du monde
- Taiyuan 2008
  -  Médaillé de bronze en cruiser juniors
- Copenhague 2011
  -  Médaillé d'argent en contre-la-montre de BMX
- Zolder 2015
  -  Médaillé d'argent en BMX

### Coupe du monde
- 2009 : 27e
- 2010 : 9e
- 2011 : 4e
- 2012 : 79e
- 2013 : 2e, vainqueur de la manche de Papendal
- 2014 : 11e
- 2015 : 8e
- 2016 : 20e
- 2017 : 16e

### Coupe d'Europe
- 2014 : 4e
- 2017 : 32e du classement général

### Championnats des Pays-Bas
- 2011
  -  Champion des Pays-Bas de BMX
- 2014
  -  Champion des Pays-Bas de BMX